# (31872) Terkán
(31872) Terkan  es un asteroide perteneciente al cinturón de asteroides, descubierto el 13 de marzo de 2000 por Krisztián Sárneczky y Gyula M. Szabó desde la Estación Piszkéstető, en Hungría.

## Designación y nombre
Terkan se designó inicialmente como 2000 EL106.
Más adelante fue nombrado en honor al astrónomo húngaro Lajos Terkán (1887-1940).

## Características orbitales
Terkan orbita a una distancia media del Sol de 2,3350 ua, pudiendo acercarse hasta 2,0214 ua y alejarse hasta 2,6487 ua. Tiene una excentricidad de 0,1343 y una inclinación orbital de 3,0926° grados. Emplea en completar una órbita alrededor del Sol 1303 días.

## Características físicas
Su magnitud absoluta es 15,9. Tiene 3,768 km de diámetro. Su albedo se estima en 0,060.